# Robinétinidine
La robinétinidine est une anthocyanidine.
Les prorobinétinidines sont un type de tanins condensés. Les tanins condensés sont des polymères de flavanols et les prorobinétinidines sont notamment composées de robinétinidols. Le nom provient du fait que ces tanins produisent de la robinétinidine, lors de leur hydrolyse en milieu acide.